# Giacomo Rizzolatti
Giacomo Rizzolatti (Kíev, Unió Soviètica 1937) és un neuròleg italià, ja retirat, un dels més destacats d'aquesta branca científica.

## Biografia
Va néixer el 28 d'abril de 1937 a la ciutat de Kíev, que en aquells moments formava part de la República Socialista Soviètica d'Ucraïna (Unió Soviètica) i que avui dia forma part d'Ucraïna.

## Carrera científica
Va iniciar els seus estudis a la Universitat de Pàdua, on va llicenciar-se en medicina i cirurgia, i posteriorment va especialitzar-se en neurologia. El seu focus d'atenció s'ha centrat en el camp de la fisiologia de la son i la visió. Estudiant posteriorment la relació entre el sistema motor i les funcions cognitives a la dècada del 1990 va descobrir com en el cervell dels micos un tipus de neurones s'activaven no només en dur a terme una acció concreta sinó també quan un mico veia un congènere en realitzar la mateixa acció, neurones que va denominar neurones mirall.
El maig de 2011 fou guardonat amb el Premi Príncep d'Astúries d'Investigació Científica i Tècnica juntament amb Joseph Altman i Arturo Álvarez-Buylla.